# Сплюшка сокотрійська
Сплюшка сокотрійська (Otus socotranus) — вид совоподібних птахів родини совових (Strigidae). Ендемік Сокотри. Раніше вважався підвидом африканської сплюшки, однак був визнаний окремим видом.

## Опис

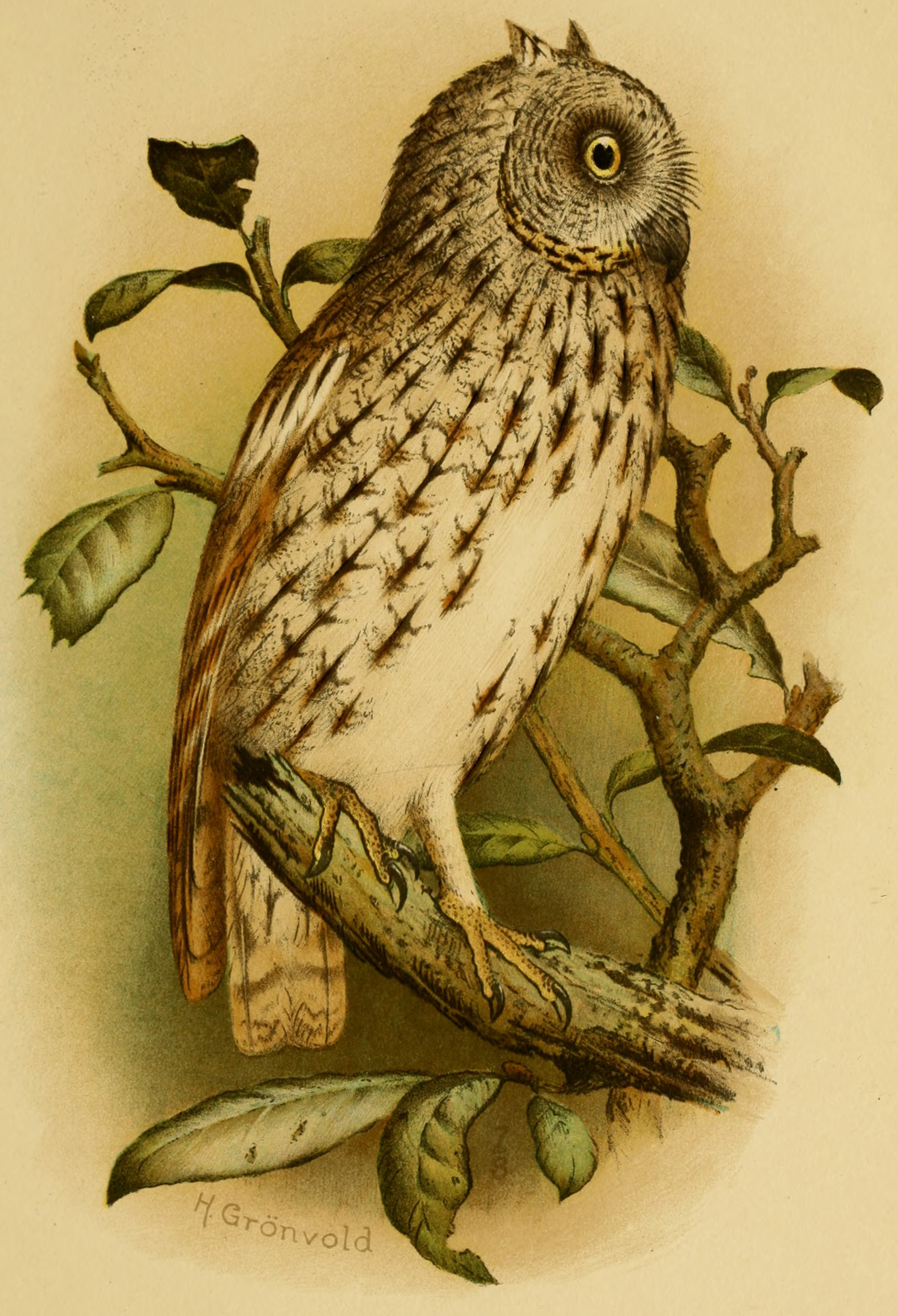
Сокотрійська сплюшка

Довжина птаха становить 15-16 см, вага 64-85 г. Самиці є дещо більшими за самців. Верхня частина тіла світло-піщано-сіра, поцяткована темними плямами і смугами. На плечах охристо-сіра смуга. Нижня частина тіла дещо блідіша, поцяткована темними смужками, пера на ній мають темні стрижні. Лицевий диск охристо-сірий або сірувато-коричневий з темними краями. На голові невеликі пір'яні "вуха". Очі жовті, дзьоб жовтувато-роговий, лапи оперені, пальці світло-сірувато-коричневі. Крик — серія з 3-4 низьких нот, схожий на крик східноазійської сплюшки.

## Поширення і екологія
Сокорійські сплюшки є ендеміками острова Сокотра. Вони живуть в кам'янистих напівпустелях, порослих чагарниками і деревами, зокрема пальмами, та серед скель, на висоті до 850 м над рівнем моря. Живляться комахами і дрібними хребетними. Гніздяться в дуплах дерев.

## Збереження
МСОП класифікує цей вид як такий, що не потребує особливих заходів зі збереження. За оцінками дослідників, популяція сокотрійських сплюшок становить приблизно 2000 птахів.